# Lobosa
Lobosa o Lobosea es un subfilo de protistas del filo Amoebozoa que comprende tres clases, Cutosea, Discosea y Tubulinea. La mayoría de los miembros del otro subfilo, Conosa, presentan uno o dos flagelos, son multiflagelados e incluso las formas que perdieron los flagelos conservan todavía la organización de microtúbulos del centrosoma. En cambio, los miembros de Lobosa perdieron  flagelos, centriolos y también generalmente la organización de microtúbulos del centrosoma al evolucionar al modo de locomoción basado en flujos de citoplasma y en la contractibilidad del complejo actina-miosina. El término Lobosa hace referencia a los seudópodos o lobopodios característicos de este grupo, que incluye a las amebas más conocidas.